# Соста (Бергамо)
Соста је насеље у Италији у округу Бергамо, региону Ломбардија.
Према процени из 2011. у насељу је живело 273 становника. Насеље се налази на надморској висини од 200 м.